# Cantó de Valença de Baïsa
Valença de Baïsa és un cantó del departament francès del Gers amb les següents comunes:
- Aigatinta
- Beucaire
- Besòlas
- Bonàs
- Lo Casterar e Verdusan
- Justian
- La Güardèra
- La Ròca Sent Sarnin
- Manhaut e Tausiar
- Ròcapina
- Ròcas
- Rosers
- Sent Orens e Poi Petit
- Sent Pau de Baïsa
- Sempoi
- Valença de Baïsa

## Història
| Data d'elecció                           | Identitat       | Partit        | Qualitat |
| ---------------------------------------- | --------------- | ------------- | -------- |
| 1979-1992                                | Aubert Garcia   | PS            |          |
| 1992-1998                                | Guy Philip      | Divers droite |          |
| 1998-                                    | Philippe Martin | PS            |          |
| les dades anteriors no són pas conegudes |                 |               |          |
|                                          |                 |               |          |

## Demografia
| 1962  | 1968  | 1975  | 1982  | 1990  | 1999  | 2006  |
| ----- | ----- | ----- | ----- | ----- | ----- | ----- |
| 4.490 | 4.942 | 4.582 | 4.489 | 4.401 | 4.319 | 4.494 |